# RER B
RER B — одна з п'яти ліній у Réseau Express Régional (укр. Регіональна експрес -мережа), що є гібридом S-Bahn та U-Bahn, обслуговує Париж, Франція та його околиці (Іль-де-Франс).
Лінія RER B завдовжки 80 км перетинає Париж з півночі на південь, причому всі потяги обслуговують групу станцій у центрі Парижа, а потім мережа розгалужуються до кінців лінії.
RER B, разом з рештою мережі RER, має значний соціальний вплив на Париж та околиці, прискорюючи поїздки до/через центр Парижу, роблячи набагато менше зупинок, ніж паризьке метро, і перевозячи з віддалених передмість до середмістя.
Легко дістатися до центру міста. Лінія значно перевершила всі очікування щодо перевезень: у 2004 році пасажири здійснювали 165 мільйонів поїздок на рік.
Це робить RER B другою за завантаженістю єдиною залізничною лінією в Європі.
Лінія зазнає проблеми пропускної здатності через спільне використання тунелю з поїздами RER D між Шатле-Ле-Аль і Гар-дю-Нор.

## Хронологія
Лінія була відкрита поетапно, починаючи з грудня 1977 року, сполучивши дві існуючі лінії приміської залізниці новим тунелем під Парижем: Chemins de fer du Nord на півночі (що раніше закінчувалася на Гар-дю-Нор) і Ligne de Sceaux на півдні (що раніше закінчувалася на станції Люксембург).
- червень 1846: відкриття Ligne de Sceaux від Массі до Данфер-Рошро.
- 1862: відкриття Chemin de Fer du Nord від Парижа до Суассону через Мітрі-Кле.
- 1895: Ligne de Sceaux продовжена від Денфер-Рошеро до Люксембург.
- 1937: CMP (оператор паризького метро і попередник сьогоднішнього RATP) купує Ligne de Sceaux, плануючи інтегрувати його в майбутню регіональну мережу метро, тепер відому як Réseau Express Régional (RER).
- травень 1976: відкрито нове відгалуження завдовжки 13,5 км від Ольне-су-Буа до аеропорту Париж-Шарль-де-Голль (Париж-Шарль-де-Голль 1), що сполучає аеропорт з Парижем.
- грудень 1977: Ligne de Sceaux продовжено на північ на 2 км від станції Люксембург до станції Шатле-Ле-Аль і стає RER B.
- грудень 1981: RER B продовжено на 2,5км (на північ від станції Шатле-Ле-Аль до Гар-дю-Норд, тим самим дозволяючи рух потягів до Мітрі-Кле та аеропорту. Оскільки лінії на північ від Gare du Nord використовували іншу систему електрифікації (1,5 кВ постійного струму на південь, 25 кВ змінного струму на півночі), пасажирам потрібно здійснювати кросплатформову пересадку між поїздами на північній та південній лініях.
- січень 1983: відкрито нову станцію, Parc des Expositions (Paris RER)[en], між Вільпент і Руассі.
- червень 1983: удосконалення та обладнання мультисистемою напруги дозволили поїздам почати курсувати через Гар-дю-Нор і по всій довжині лінії.
- лютий 1988: нову станцію Сен-Мішель — Нотр-Дам відкрито між Люксембургом і Шатле, та пересадку з RER C на станцію Клюні — Ля-Сорбонн лінії метро 10.
- жовтень 1994: відкривається лінія OrlyVAL, що сполучає станцію Антоні з аеропортом Париж-Орлі.
- листопад 1994: лінія продовжена на 1 км на північ до Париж-Шарль-де-Голль 2
- січень 1998: відкрито нову станцію, Ла-Плен — Стад-де-Франс, біля Стад-де-Франс до Чемпіонату світу з футболу 1998 року.

## Станції
- RER B3
  - Париж-Шарль-де-Голль 2
  - Париж-Шарль-де-Голль 1
  - Парк-дес-Експозисьонс
  - Вільпент
  - Севран — Бьодоттес
- B5
  - Мітрі-Кле

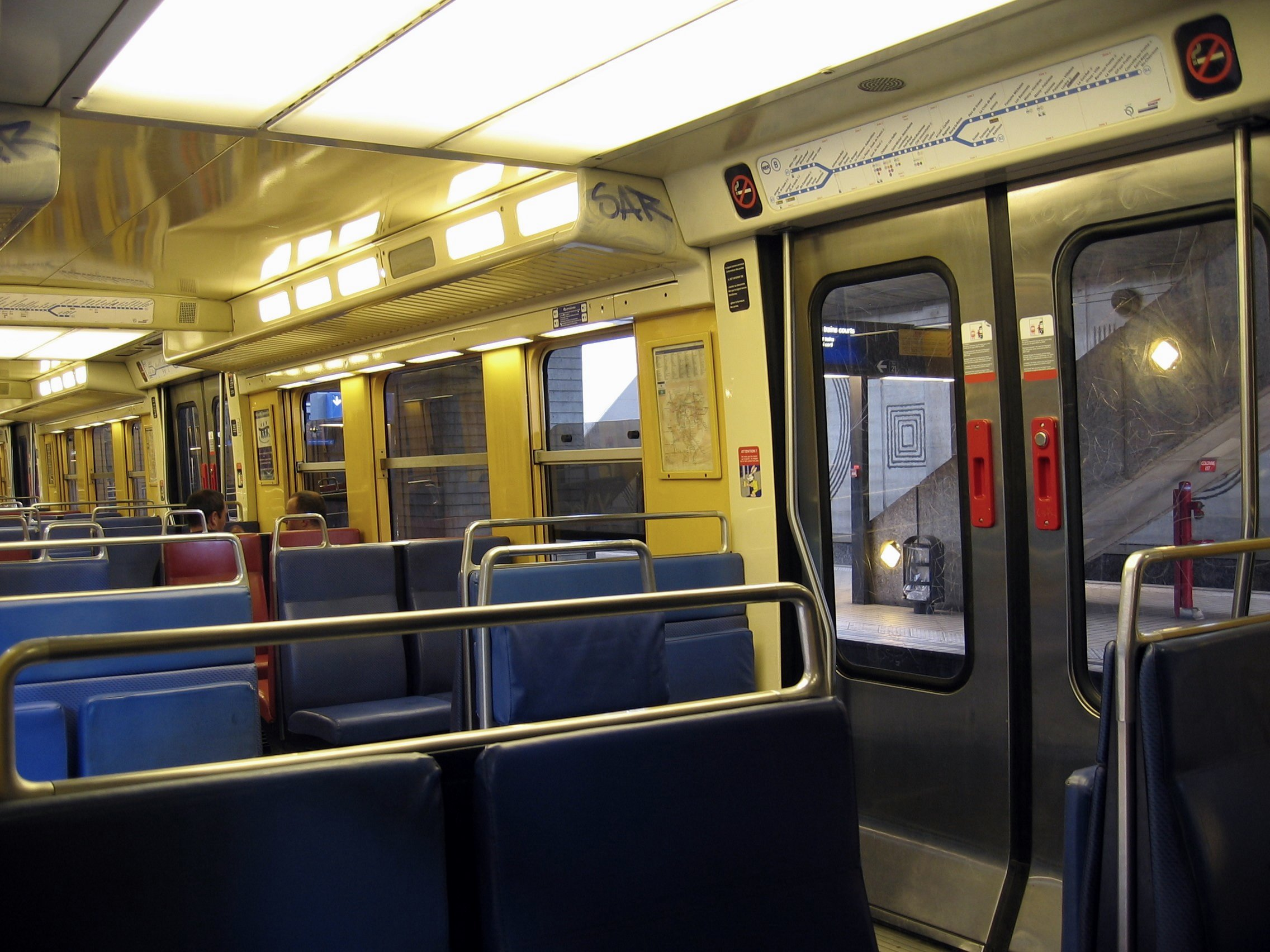
Інтер'єр потягу RER B

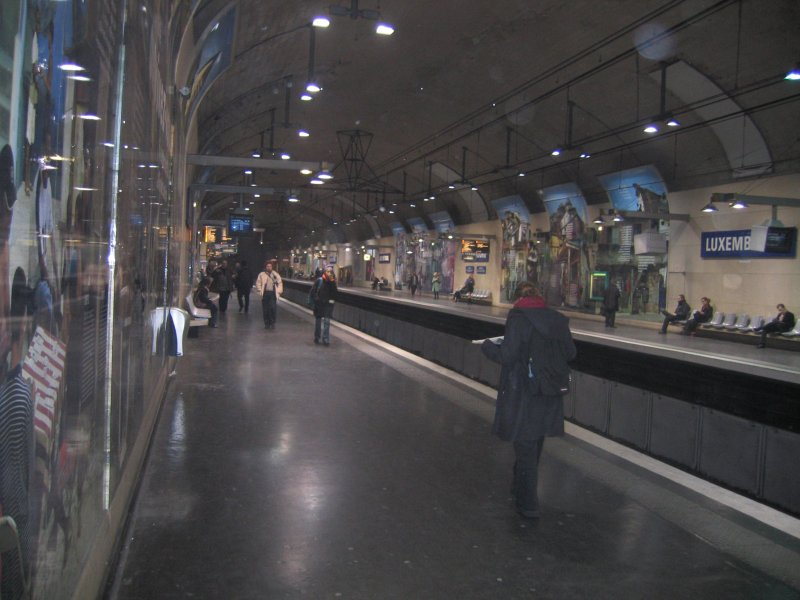
Станція

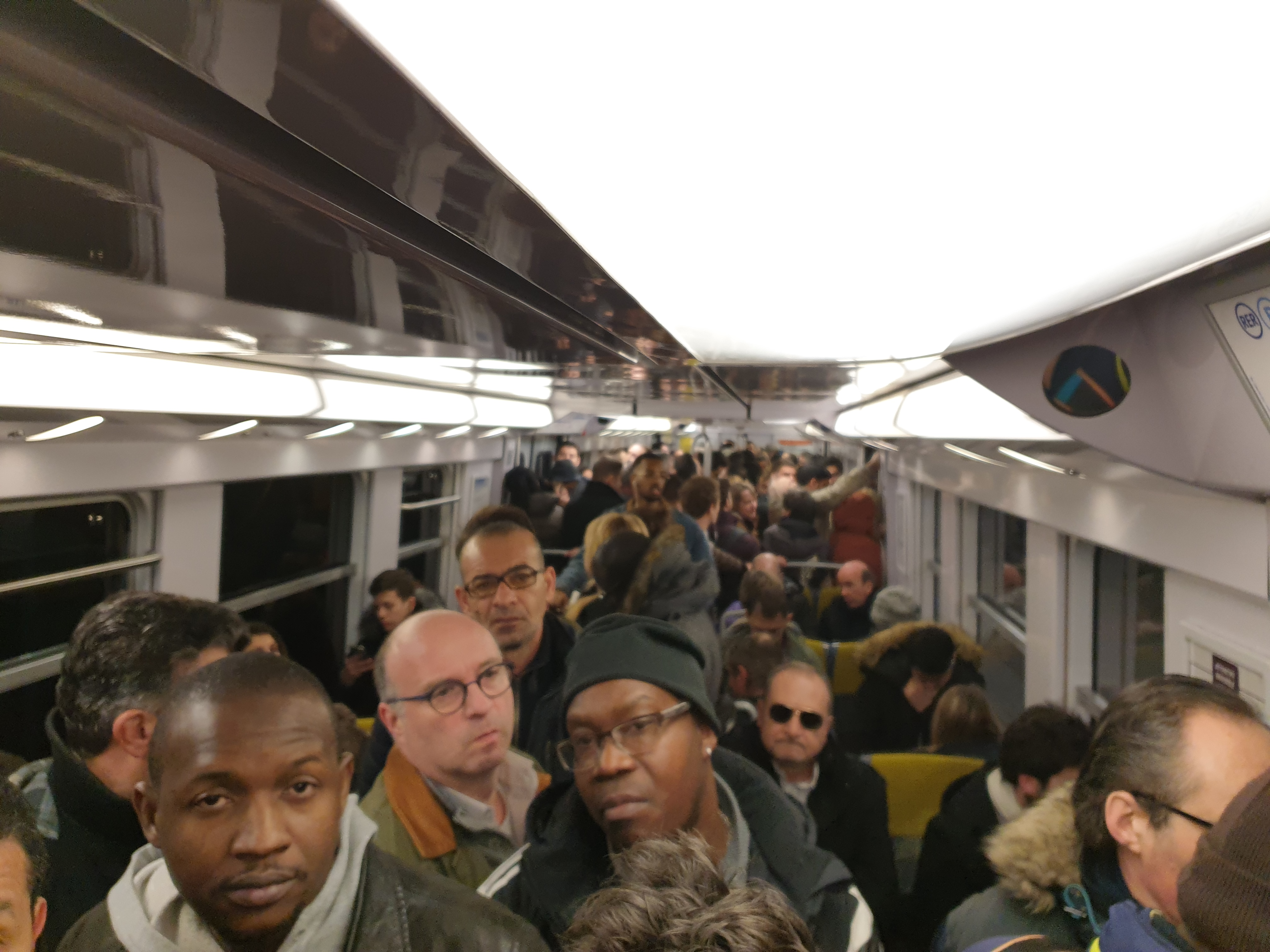
Інтер'єр потягу RER B

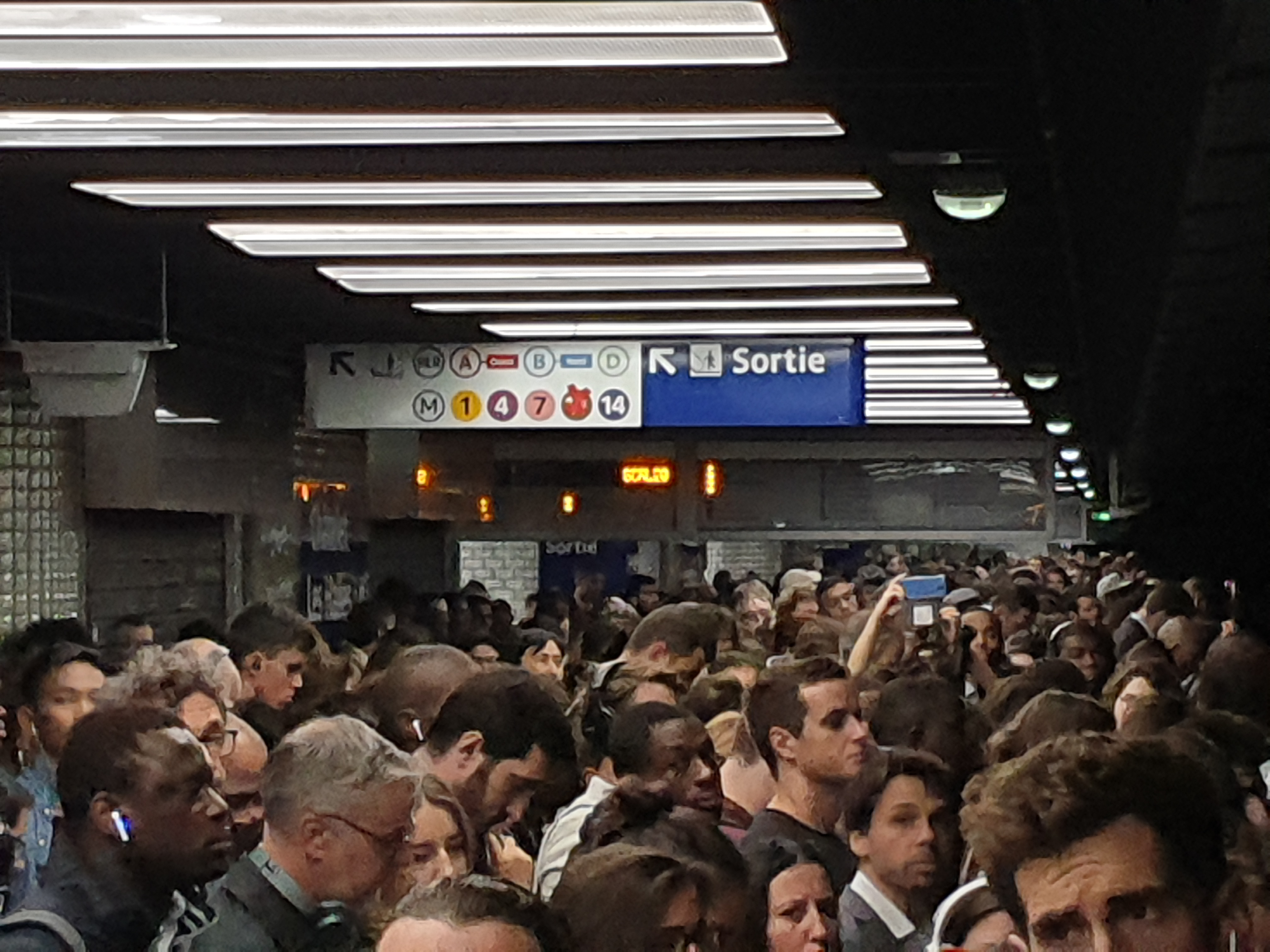

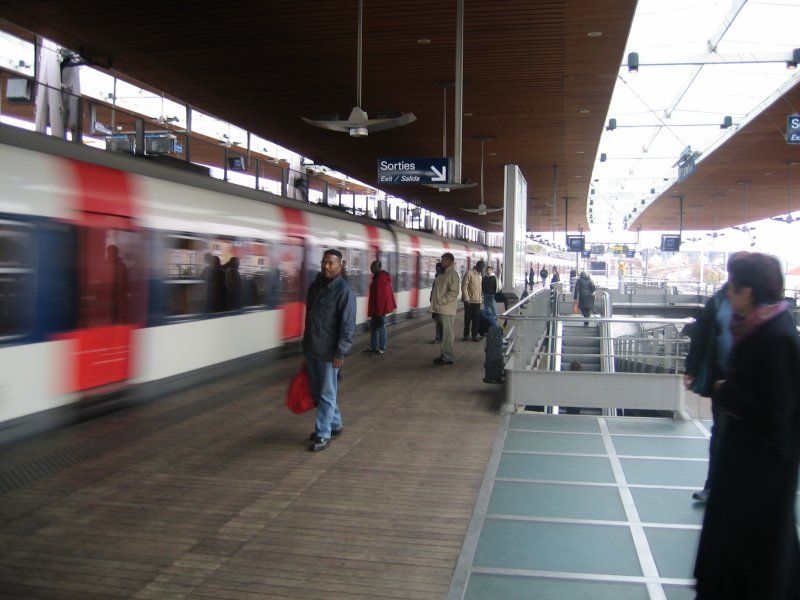

  - Вільпаризі – Мітрі-ле-Ньоф
  - Верт-Галант
  - Севран-Ліврі
- Ольне-су-Буа
- Ле-Бланк — Месніль
- Дрансі
- Ле-Бурже
- Ла-Курнев — Обервільє
- Ла-Плен — Стад-де-Франс
- Гар-дю-Нор
- Шатле-Ле-Аль
- Сен-Мішель — Нотр-Дам
- Люксембург
- Порт-Рояль
- Данферт-Рошро
- Сіте-Універсіте
- Жентильї
- Лаплас
- Аркьоль — Кашан
- Баньо
- Бур-ля-Рейн
- B2
  - Скьо
  - Фонтене-о-Розе
  - Робінзон
- B4
  - Парк-де-Скьо
  - Ля-Круа-де-Берні
  - Антоні
  - Фонтене-Мішелон
  - Лез-Беконнетс
  - Массі — Вер'єре
  - Массі — Палезьо
  - Палезьо
  - Палезьо — Віллебон
  - Лозере
  - Ле-Гюшет
  - Орсе — Вілль
  - Бюре-сюр-Іветт
  - Ла-Хакіньєр
  - Гіф-сюр-Іветт
  - Курсель-сюр-Іветт
  - Сен-Ремі-лез-Шеврьоз

## Рухомий склад
RER B обслуговують 117 потягів серії MI 79 і 31 потягів серії MI 84. З 2025 року вони будуть замінені серією MI 20.